# Dosquebradas
Dosquebradas è un comune della Colombia facente parte del dipartimento di Risaralda. Con una popolazione di 173.452 abitanti al censimento del 2005 era la seconda città del dipartimento.
La città è collegata attraverso il viadotto César Gaviria Trujillo, alla città di Pereira, la capitale del dipartimento.
Il nome della città, letteralmente significa "due torrenti" (dos quebradas), Santa Teresita e Las Garzas. Dosquebradas è talvolta chiamata "Zona Rosa" di Pereira, poiché ha molte discoteche e bar, che si riempiono di giovani nei fine settimana.
L'abitato venne fondato da un gruppo di coloni nel 1844, mentre l'istituzione del comune è del 6 dicembre 1972, quando si distaccò dal comune di Santa Rosa de Cabal.
La città è prima cresciuta come centro industriale al servizio di Pereira negli anni settanta e ottanta. Con la costruzione del quartiere di El Poblado (alloggi a basso reddito), ha subito un boom della popolazione, fornendo residenza a molte famiglie che mantengono il proprio lavoro a Pereira.

## Educazione
Nella città di Dosquebradas sono presenti ottime scuole, fra le migliori del dipartimento Risaralda. Quasi tutte le scuole sono di proprietà dello Stato, solo quattro sono scuole private, tre delle quali sono scuole cattoliche.